# Oksana Jermakovová
Oksana Ivanovna Jermakovová (* 16. dubna 1973 Tallinn, Sovětský svaz) je bývalá sovětská, estonská a ruská sportovní šermířka, která se specializovala na šerm kordem.
Sovětský svaz a později Estonsko a Rusko (od roku 1998) reprezentovala v devadesátých letech a v prvním desetiletí jednadvacátého století. Jako sovětská reprezentantka zastupovala tallinnskou šermířskou školu, které spadala pod Estonskou SSR. Na olympijských hrách startovala v roce 1996 jako reprezentantka Estonska, v roce 2000 a 2004 jako reprezentantka Ruska v soutěži jednotlivkyň a družstev. V roce 1993 získala titul mistryně světa v soutěži jednotlivkyň a v roce 2002, 2004 obsadila třetí místo na mistrovství Evropy. S ruským družstvem kordistek vybojovala na olympijských hrách 2000 a 2004 zlatou olympijskou medaili. V roce 2003 vybojovala s ruským družstvem kordistek titul mistryň světa a v roce 2003, 2004, 2005 titul mistryň Evropy. S estonským družstvem kordistek vybojovala v roce 1995 třetí místo na mistrovství světa.